# Abahlali baseMjondolo

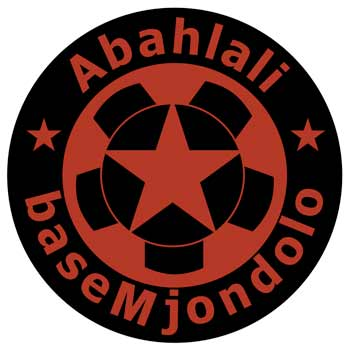
Il logo del movimento Abahlali baseMjondolo

Abahlali baseMjondolo (AbM, lett. "residenti delle baracche", in inglese residents of the shacks) è un movimento socialista sudafricano che riunisce persone che vivono nelle baraccopoli. Si tratta della più grande organizzazione di abitanti delle baracche del Sudafrica e conduce campagne per il miglioramento delle condizioni di vita dei poveri e per una partecipazione democratica della società dal basso. Il movimento rifiuta l'appartenenza a qualsiasi partito politico e ha organizzato campagne per il boicottaggio delle elezioni locali e nazionali. La strategia chiave consiste nel “ricreare i beni della comunità” dal basso cercando di organizzare la vita dei poveri negli insediamenti.
Il movimento ha avuto origine da un blocco stradale di protesta, organizzato dagli abitanti dell'insediamento di Kennedy Road a Durban, nel marzo del 2005 e opera oggi anche nelle città di Pietermaritzburg e Città del Capo. Secondo The Times il movimento ha “scosso il panorama politico del Sudafrica.”

## Contesto

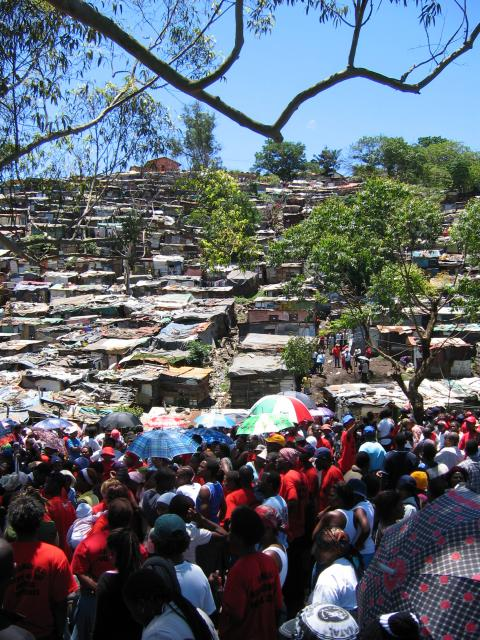
Assemblea di Abahlali, insediamento di Foreman Road

All'inizio del 2008 le Nazioni Unite hanno espresso una seria preoccupazione per il trattamento riservato agli abitanti dell'insediamento di Kennedy Road a Durban. Preoccupazioni sono emerse anche per gli sgomberi decisi in vista della Coppa del Mondo di calcio del 2010 in Sudafrica.
Nel 2001, con lo Slums Clearance Project, la municipalità di eThekwini, che amministra le città di Durban e Pinetown, ha intrapreso un programma di sgombero degli insediamenti, che consiste nella regolare demolizione di abitazioni. In più, la municipalità si rifiuta di fornire servizi di base (come elettricità, fognature, acqua corrente, ecc.) negli insediamenti già esistenti e che sono considerati ufficialmente ‘temporanei.’ Con queste demolizioni, alcuni abitanti restano semplicemente senza casa alcuna, altri sono vittime di sgomberi forzati verso le periferie della città. L'impegno primario di Abahlali è opporsi a queste demolizioni e agli sgomberi forzati (anche attraverso azioni legali), e di lottare per il diritto a terra e ad alloggi di qualità nelle città. Nella maggior parte dei casi il movimento opera avanzando richieste formali affinché vengano svolti dei lavori di miglioramento negli insediamenti esistenti, oppure chiedendo che si dia inizio alla costruzione di nuove abitazioni vicino agli insediamenti. Il movimento ha comunque anche protestato affinché gli insediamenti siano immediatamente provvisti di servizi primari come acqua, elettricità e servizi igienici. Il movimento ha rapidamente ottenuto un buon successo nel fermare gli sfratti e gli sgomberi forzati, sebbene per tre anni non sia riuscito a guadagnare un accesso sicuro a terreni urbani idonei alla costruzione di alloggi di qualità. Alla fine del 2008, tuttavia, S’bu Zikode, presidente dell'AbM, ha annunciato un accordo con la municipalità di eThekwini, che prevede la fornitura di servizi a 14 insediamenti e la costruzioni di alloggi nell'insediamento di Kennedy Road.
Il movimento è stato coinvolto in un importante conflitto con la municipalità di eThekwini e ha dato vita a numerose proteste e azioni legali contro le autorità cittadine. I suoi membri hanno subito repressioni e intimidazioni e sono stati spesso aggrediti. Molti leader sono stati arrestati dalla polizia di Sydenham, Durban.
Abahlali ha spesso denunciato i metodi vessatori della polizia, compresa la tortura. In numerose occasioni le denunce sono state appoggiate dalle autorità religiose e dai movimenti per la difesa dei diritti umani].
Nel 2009 il movimento ha vinto una causa presso la Corte Costituzionale che ha dichiarato il KZN Slums Act incostituzionale.
A Città del Capo il conflitto fra il movimento e il Governo della città è molto acceso e si è concentrato intorno al Macassar Village Land Occupation.

## Autonomia
Gli studi accademici sul movimento sottolineano la sua non-professionalizzazione (cioè l'indipendenza dal controllo di Ong), la sua autonomia rispetto alle organizzazioni e ai partiti politici e il suo carattere democratico.
Insieme alla Campagna Anti Sgomberi del Western Cape (Western Cape Anti-Eviction Campaign), il movimento si rifiuta di collaborare con il forum "Social Movements Indaba" (SMI) gestito da Ong, e con alcune organizzazioni non governative legate allo SMI.

## Campagne
Dal 2005 il movimento ha organizzato numerose manifestazioni e creato occasioni di auto-organizzazione negli insediamenti. Come ha spiegato il presidente S'bu Zikode, AbM lotta anche per un “comunismo della vita”, e contro il capitalismo. Ha richiesto a più riprese che la terra privata venga espropriata per consentire la costruzione di case popolari.
Abahlali rifiuta la partecipazione a partiti politici o a qualsiasi organizzazione come le Ong, in cui la lotta viene professionalizzata e gestita in modo verticistico; cerca invece di costruire un potere democratico popolare nei luoghi in cui la gente vive e lavora.
- Politiche abitative

La richiesta primaria del movimento è a favore di alloggi pubblici decenti. Il movimento è ricorso spesso alla frase “il diritto alla città” per insistere sul fatto che la posizione degli alloggi è una questione di importanza fondamentale. Per questo, chiede che vengano effettuate migliorie negli insediamenti là dove si trovano, in modo che la gente non debba essere ricollocata in luoghi lontani dalla città, dai luoghi di lavoro, dalle scuole, dagli ospedali.
- Servizi

Il movimento ha svolto campagne perché agli abitanti degli insediamenti siano garantiti servizi primari fondamentali.
- Sfratti e sgomberi forzati

Il movimento si oppone a ogni sfratto e sgombero forzato e ha condotto una campagna vigorosa in questo senso, attraverso proteste pubbliche e azioni legali.
- Elettricità e incendi

In Sudafrica c'è una media di “dieci incendi di baracche al giorno, che provocano morti un giorno sì e uno no.” Abahlali ha condotto campagne su questo tema chiedendo, fra le altre cose, che le baracche siano provviste di impianti elettrici appropriati.
- Potere duale & Rifiuto di politiche elettorali

Dal 2006 Abahlali baseMjondolo ha lanciato campagne per il "non voto" nelle elezioni locali e nazionali, con lo slogan "No Land, No House, No Vote". Il movimento specifica che il loro scopo, invece, è quello di raggiungere l'uso della democrazia diretta per costruire un contropotere democratico. Si tratta di una posizione condivisa da tutte le organizzazioni afferenti alla Poor People's Alliance.
- Il KZN Slums Act

Abahlali baseMjondolo ha portato in tribunale il Governo Provinciale del KwaZulu-Natal affinché lo Slums Act fosse dichiarato incostituzionale, ma ha perso la causa. Il 14 maggio 2009 il caso è stato portato in appello alla Corte Costituzionale. Secondo Abahlali la sezione 16 dello Slums Act (che obbligava proprietari terrieri e municipalità a sgomberare gli occupanti irregolari) era incoerente con il diritto alla casa stabilito nella Costituzione Il 14 ottobre 2009 è stata emessa la sentenza che portava alla vittoria del movimento e al rimborso delle spese giudiziarie.
- Xenofobia

Il movimento ha preso posizione con forza contro gli attacchi xenofobi che sono dilagati nel Paese nel maggio 2008. Atti di violenza di questo tipo negli insediamenti in cui Abahlali aveva una forte presenza. Il movimento è stato anche in grado di fermare un attacco nell'insediamento di Kenville (non affiliato all'Abahlali) e di offrire un rifugio ad alcune persone costrette ad abbandonare le loro abitazioni.
- Brutalità della polizia

Il movimento ha organizzato numerose azioni contro gli attacchi razzisti e brutali della polizia.

## Filosofia
Il movimento afferma di sostenere una “politica fatta in casa, che tutti possono comprendere e in cui possono riconoscersi.” La sua filosofia è stata descritta in numerosi articoli e interviste. Le idee chiave sono quelle di portare avanti una politica dei poveri, viva e vitale, per la partecipazione politica popolare. “Politica dei poveri” è da intendersi come politica che viene diretta dai poveri e per i poveri, in un modo che consenta ai questi di partecipare attivamente alle proprie lotte. In termini pratici, vale a dire che tale politica deve essere messa in pratica laddove vivono i poveri o nei luoghi a loro facilmente accessibili, nei momenti che siano liberi per loro, nelle lingue che loro parlano. Non significa che la gente e le organizzazioni della classe media siano escluse, ma la loro partecipazione dovrà essere rispettosa, dovranno recarsi in questi spazi e condividere la loro politica nel dialogo e nel rispetto reciproco. L'idea di una politica viva contempla due aspetti chiave: il primo è che deve essere intesa come una politica che inizia non da una teoria esterna ma dall'esperienza delle persone che la formano. Viene contestato il fatto che l'educazione formale alla politica in genere crea nuove élite che impongono le loro idee sugli altri ed escludono le persone comuni dal pensiero politico. Questa politica non è contraria alle teorie, semplicemente sostiene la necessità di iniziare dall'esperienza reale di vita, partendo dalle esperienze di sofferenza delle persone, piuttosto che iniziare dalla teoria (importata, di solito, dal Nord del mondo) per poi imporla sull'esperienza vissuta, che è fatta di sofferenza e di resistenza negli insediamenti. Il secondo aspetto chiave di questa politica viva è che il pensiero politico è sempre elaborato democraticamente e in comune. Questa politica popolare si oppone a quella dei partiti o dei politici (così come alle forme politiche non democratiche calate dall'alto, come quelle di molte Ong). Questo è un progetto popolare e democratico intrapreso senza alcun ritorno finanziario e con un rifiuto esplicito del potere personale, mentre il secondo è un progetto calato dall'alto, in cui i ruoli rappresentativi vengono professionalizzati.

## Elezioni
Abahlali condivide con analoghi movimenti di base a Johannesburg e Città del Capo una posizione molto critica nei confronti delle elezioni politiche locali e nazionali in Sudafrica. Il movimento ha lanciato campagne di boicottaggio delle elezioni amministrative del 2006 e quelle nazionali del 2009, con lo slogan "Niente terra! Niente casa! Niente voto!". Il pensiero del movimento rispetto alle elezioni può essere sintetizzato nelle parole del suo presidente eletto S’bu Zikode “Il governo e gli esperti parlano sempre dei poveri, ma nessuno vuole parlare con i poveri... è ormai evidente che il nostro compito è solo quello di votare per poi stare a guardare i ricchi parlare di come noi diventiamo sempre più poveri”.

## Violenza
Nei primi giorni di vita del movimento, alcuni personaggi del partito di governo hanno spesso accusato Abahlali di essere un gruppo di criminali manipolati da bianchi, da una ‘terza forza’, o da servizi segreti stranieri.
Anche questo movimento, come altri in Sudafrica, è stato vittima di intense vessazioni illegali da parte dello stato, che hanno portato a oltre 200 arresti dei suoi membri negli ultimi tre anni e a ripetuti episodi brutali da parte della polizia nelle abitazioni, nelle strade e nei luoghi di detenzione. In numerosi episodi la polizia ha attaccato gli abitanti disarmati delle baracche con munizioni esplosive, veicoli corazzati ed elicotteri. Nel 2006 il city manager di Durban Mike Sutcliffe ha illegalmente imposto ad Abahlali il divieto assoluto di organizzare manifestazioni di protesta, provvedimento che è stato poi annullato dal tribunale. La polizia locale ha proibito con la violenza di accettare inviti per apparizioni in televisione o ai dibattiti radiofonici. Il Freedom of Expression Institute ha rilasciato numerose dichiarazioni di sostegno totale al diritto di Abahlali di poter esprimersi pubblicamente e organizzare proteste. Il Centre on Housing Rights and Evictions e un gruppo di esponenti di rilievo della chiesa] hanno denunciato pubblicamente le violenze della polizia, denunce ribadite dal vescovo anglicano Rubin Philip nell'esercizio delle proprie funzioni, a sostegno del diritto del movimento di esprimere pubblicamente il proprio dissenso.
Nel marzo 2008 il quotidiano The Mercury ha pubblicato la notizia che sia Human Rights Watch sia Amnesty International stavano conducendo indagini sulla violazione dei diritti umani perpetrati contro Abahlali da parte delle amministrazioni cittadine.

## Il sostegno della Chiesa
Il movimento ha ricevuto un forte sostegno da parte di alcuni esponenti di rilievo della chiesa, In occasione dell'AbM Unfreedom Day (Giornata per la mancanza di libertà), il 27 aprile 2008 il vescovo anglicano Rubin Philip ha detto durante il suo discorso:
“Il coraggio, la dignità e la mite determinazione di Abahlali baseMjodolo è una luce che negli ultimi tre anni è diventata sempre più fulgida. Avete affrontato incendi, malattie, sgomberi, arresti, pestaggi, calunnie eppure con coraggio rappresentate ancora la verità. Il vostro principio secondo il quale ciascuno conta, ogni vita è preziosa, è molto semplice ma anche estremamente profondo. Molti di noi che hanno care le più nobili tradizioni del nostro Paese, nel vostro coraggio e nella vostra dignità trovano motivo di speranza.”
Il teologo italiano Fratello Filippo Mondini sta cercando di sviluppare una teologia basata sul pensiero e sulla prassi politica sviluppata ad Abahlali baseMjondolo.

## L'Alleanza dei poveri
Nel settembre 2008 la Western Cape Anti-Eviction Campaign (Campagna anti-sgomberi di Western Cape), insieme ad Abahlali baseMjondolo, il Landless People's Movement (Movimento dei senza terra) e il Rural Network (Abahlali baseplasisni, rete rurale) hanno costituito The Poor People’s Alliance, l'alleanza dei poveri, che rifiuta le elezioni politiche, secondo lo slogan “Niente terra! Niente casa! Niente voto!”.

## Critiche
Secondo Michael Sutcliffe, city manager di eThekwini, il nocciolo delle tensioni fra Abahlali baseMjondolo e la municipalità sta nel fatto che il movimento “rifiuta l'autorità della città”. Quando l'Alta Corte di Durban dichiarò illegale il suo tentativo di impedire le marce organizzate da Abahlali baseMjondolo, egli commentò: “Formuleremo delle serie domande alla corte, perché non possiamo consentire l'anarchia, permettendo che chiunque organizzi marce in ogni momento e in ogni luogo.”
Secondo Lennox Mabaso, portavoce del Provincial Department of Housing (Ufficio provinciale per le abitazioni), il movimento “agisce sotto la spinta di un agente provocatore” il quale è “impegnato in operazioni clandestine” e il cui “compito è di provocare disordini”.

## Le violenze a Kennedy Road nel 2009
È stato riferito che il 26 settembre 2009 un gruppo composto da circa 40 persone armate con pistole e coltelli ha fatto irruzione a Kennedy Road attaccando un incontro di giovani del Abahlali baseMjondolo. Gli assalitori hanno presumibilmente distrutto le case dei residenti e ucciso almeno due persone. Gli attacchi sono proseguiti fino a martedì 28 settembre 2009 compreso. Alcuni studiosi indipendenti locali e internazionali, così come i membri di Abahlali baseMjondolo, hanno riferito che gli assalitori erano affiliati alla sezione locale dell'African National Congress e che l'attacco era stato pianificato con cura e autorizzato dalla polizia locale, anche se l'ANC ha in seguito smentito questa notizia, così come la polizia che ha invece individuato nei responsabili della violenza un ‘forum’ associato al movimento Abahlali baseMjondolo stesso. Gli attacchi hanno catalizzato la condanna nazionale e internazionale, e sono stati definiti da alcuni un ‘colpo di Stato silenzioso’. Il KwaZulu-Natal Department of Safety and Security ha organizzato degli incontri per gli "stakeholders", nonostante le condanne degli esponenti della chiesa e dei rappresentanti dell'AbM che li hanno considerati non rappresentativi. Dichiarando di essere vittime di un'epurazione, i membri dell'AbM si sono rifiutati di sedere accanto agli aggressori e hanno formalmente richiesto un'indagine indipendente per far chiarezza sui fatti. Una serie di intellettuali ben noti, tra cui Noam Chomsky, hanno manifestato la loro preoccupazione per gli attacchi e il Human Rights Watch, il Centre for the Study of Democracy, il Norwegian Centre for Human Rights e Amnesty International hanno appoggiato la richiesta di istituire una commissione indipendente che indaghi su questi episodi di violenza.

## Film su Abahlali baseMjondolo
- Txaboletan bizi direnak. di Elkartasun Bideak, 2009 (In inglese con i sottotitoli in basco)
- Amandla Awethu. di Elkartasun Bideak, 2009
- From the Shacks to the Constitutional Court. di Dara Kell & Christopher Nizza, 2008
- A Place in the City. URL consultato il 18 dicembre 2009 (archiviato dall'url originale il 10 luglio 2020). di Jenny Morgan, 2008
- Dear Mandela.[collegamento interrotto] di Dara Kell & Christopher Nizza, 2008
- The Right to Know: The Fight for Open Democracy in South Africa. di Ben Cashdan, 2007
- Nayager Falls, Abahlali Rises[collegamento interrotto]. di Sally Gilles and Fazel Khan, 2007
- Breyani & the Councillor. URL consultato il 18 dicembre 2009 (archiviato dall'url originale il 3 ottobre 2011). di Sally Gilles e Fazel Khan, 2006
- Kennedy Road and the Councillor. di Aoibheann O'Sullivan, 2005